# Liste der Monuments historiques in Sussey
Die Liste der Monuments historiques in Sussey führt die Monuments historiques in der französischen Gemeinde Sussey auf.

## Liste der Immobilien
| Bezeichnung                 | Beschreibung      | Standort                      | Kennzeichnung | Schutzstatus | Datum | Bild |
| --------------------------- | ----------------- | ----------------------------- | ------------- | ------------ | ----- | ---- |
| Menhir von La Pierre-Pointe | jungsteinzeitlich | nordwestlich des Ortes (Lage) | PA00112684    | Classé       | 1910  |      |

## Liste der Objekte
| Bezeichnung                            | Beschreibung                                | Standort                                  | Kennzeichnung | Schutzstatus | Datum | Bild |
| -------------------------------------- | ------------------------------------------- | ----------------------------------------- | ------------- | ------------ | ----- | ---- |
| Wandgemälde Majestas Domini            | aus der zweiten Hälfte des 12. Jahrhunderts | in der Kirche St-Pierre-et-St-Paul (Lage) | PM21002735    | Classé       | 1983  |      |
| Glocke                                 | Bronze, 1749 gegossen                       | in der Kirche St-Pierre-et-St-Paul (Lage) | PM21002295    | Classé       | 1943  |      |
| Skulptur Petrus                        | Holz, farbig gefasst, 15. Jahrhundert       | in der Kirche St-Pierre-et-St-Paul (Lage) | PM21002296    | Classé       | 1965  |      |
| Skulptur Johannes der Täufer           | Holz, farbig gefasst, 16. Jahrhundert       | in der Kirche St-Pierre-et-St-Paul (Lage) | PM21002297    | Classé       | 1965  |      |
| Gemälde Heiliger Franziskus von Assisi | Ölfarbe auf Holz, 17. Jahrhundert           | in der Kirche St-Pierre-et-St-Paul (Lage) | PM21002298    | Classé       | 1988  |      |
| Wandgemälde: Bordüre und Weihekreuze   | vermutlich aus dem 15. Jahrhundert          | in der Kirche St-Pierre-et-St-Paul (Lage) | PM21002299    | Classé       | 1983  |      |